# Sheraton Lisboa Hotel & Spa
Sheraton Lisboa Hotel & Spa – wieżowiec w Lizbonie, w Portugalii, o wysokości 100 metrów. Jego budowa została skończona w 1972 roku. Posiada 30 kondygnacji i 384 pokoje hotelowe, należące do sieci Sheraton. Jest to czwarty co do wielkości budynek w Lizbonie. Budynek pełni funkcję hotelu.